# Bulbophyllum elmeri
Bulbophyllum elmeri là một loài phong lan thuộc chi Bulbophyllum.